# Veleno (miniserie televisiva)
Veleno è una miniserie televisiva italiana pubblicata su Amazon Prime Video nel 2021, scritta e diretta da Hugo Berkeley e tratta dagli omonimi podcast e libro di Pablo Trincia.
La miniserie ricostruisce il caso di cronaca degli anni novanta dei "diavoli della Bassa modenese".

## Puntate
| nº | Titolo     | Prima TV Italia |
| -- | ---------- | --------------- |
| 1  | Episodio 1 | 25 maggio 2021  |
| 2  | Episodio 2 | 25 maggio 2021  |
| 3  | Episodio 3 | 25 maggio 2021  |
| 4  | Episodio 4 | 25 maggio 2021  |
| 5  | Episodio 5 | 25 maggio 2021  |